# 明治三十九年勅令第百四十二号南満洲鉄道株式会社ニ関スル件中改正ノ件
明治三十九年勅令第百四十二号南満洲鉄道株式会社ニ関スル件中改正ノ件（めいじ39ねんちょくれいだい142ごうみなみまんしゅうてつどうかぶしきがいしゃニかんスルけんちゅうかいせいノけん）は、1945年（昭和20年）に制定された日本の勅令。南満洲鉄道株式会社の増資に伴い、同社の社債発行限度を引き上げる措置を行ったものである。同年1月25日に公布され、同日施行した。

## 経緯

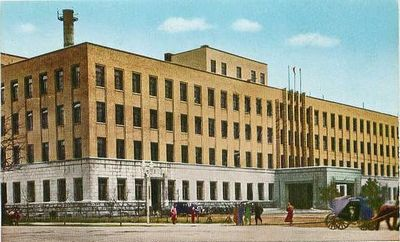
南満洲鉄道株式会社綜合事務所（満州国新京特別市）。本令の対象となる南満洲鉄道株式会社の本社。

南満洲鉄道株式会社（以下「南満洲鉄道」という。）は、満州地方において鉄道輸送業を営むことを目的とする日本政府が設立した株式会社であった。南満洲鉄道は、鉄道の便益のため、鉱業、水運業、電気業、倉庫業、鉄道附属地土地及び家屋の経営その他日本政府の許可を得た営業（以下「附帯事業」という。）を営むこととされた。1944年の南満洲鉄道は、鉄道輸送業における輸送力増強、附帯事業における重要資源の開発及び増産その他第二次世界大戦時における日本の国防のために必要な要請に応えるため、新複線の建設、既設線の改良強化、炭鉱の開発、人造石油の緊急増産その他化学工業の拡充及びこれらと密接に関連する関係会社への投資を行う必要があった。これらの計画を実行するためには毎年度約10億円を要することが見込まれたが、南満洲鉄道の株金は1944年度末において全額払込済みであり、社債の発行余力もほとんど残っておらず、南満洲鉄道が上記の計画を実行するためには新たに資金の調達をする必要があった。

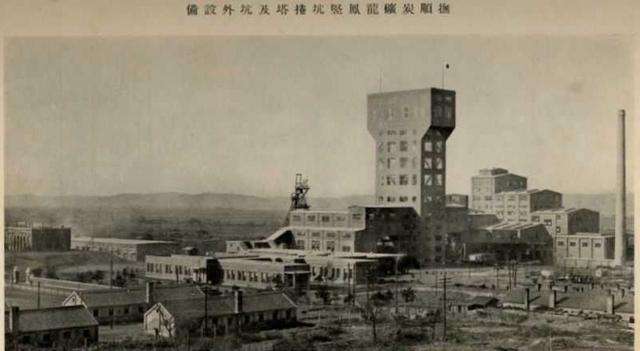
撫順炭鉱。南満洲鉄道が附帯事業として行われた鉱業の一つ。

こうした実情から、1944年12月5日に、日本政府は、南満洲鉄道の行うこれらの計画を実行するために必要な資金調達のため、南満洲鉄道への増資と社債発行限度の引上げを行う方針案を閣議決定した。上記の計画を実現するためには長期的かつ組織的に実行する必要があったが、第二次世界大戦時末期の日本の状況を鑑み、日本政府は、最小限度の4年間の投資見込額である約40億円を目標として資金を調達することとした。具体的には、社債発行限度額を払込資本金の3倍に拡張し、増資資金額を10億円と設定することとした。

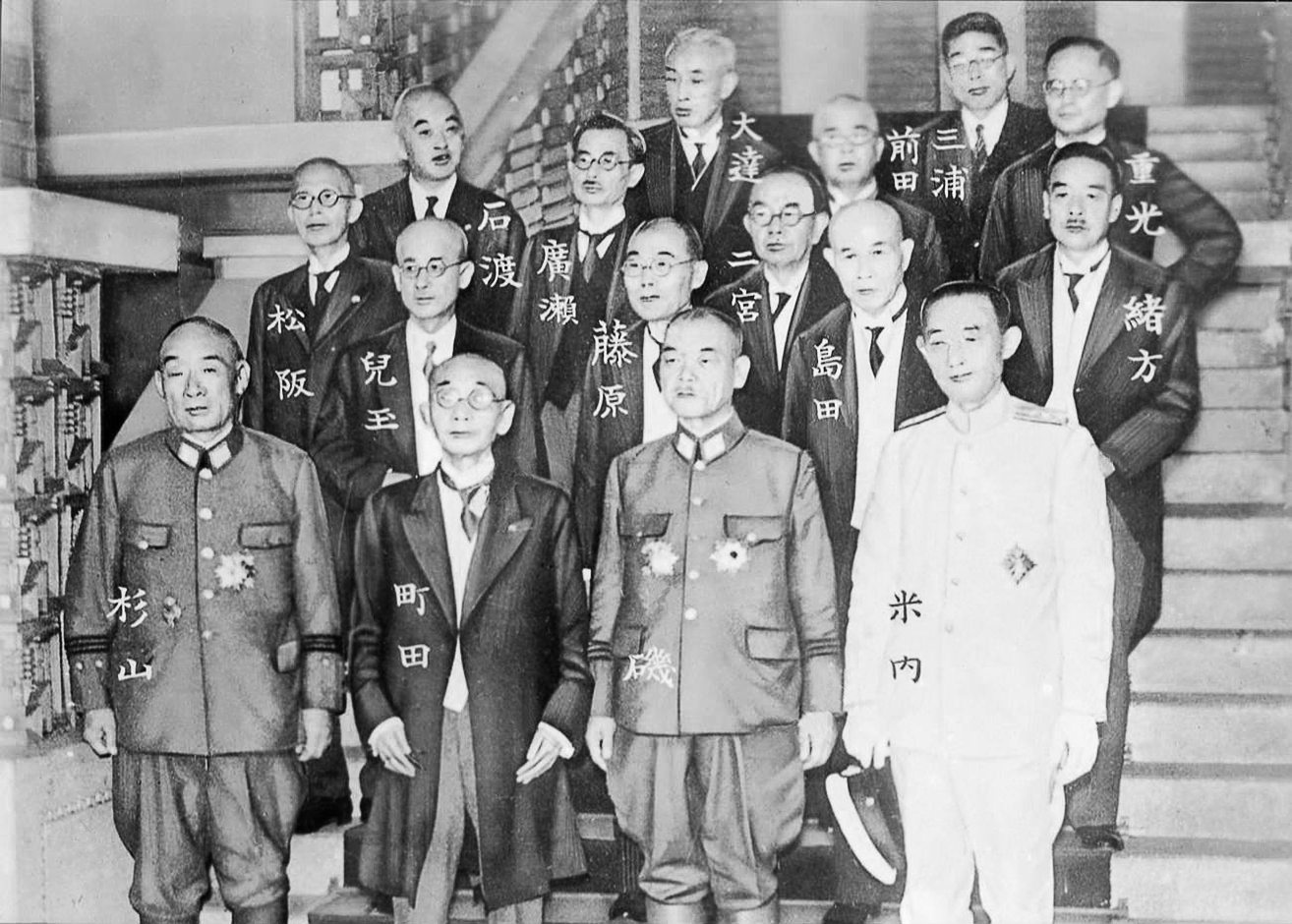
小磯内閣。本令を閣議決定した。

しかし、南満洲鉄道の社債限度については、南満洲鉄道株式会社ニ関スル件（明治39年勅令第142号）において定められていることから、別に同令を改正する必要があった。このため、南満洲鉄道株式会社ニ関スル件を所管する大東亜大臣の重光葵は、1945年1月13日に同令の改正案である本令案について内閣総理大臣の小磯国昭宛てに閣議請議を行った。法制局に回送された本令案は、その審査により理由書を一部修正する形で同年1月18日に閣議決定するべきことと認められ、翌1月19日の閣議において天皇の裁可を受けるべきものと閣議決定された。翌1月24日に、昭和天皇の裁可を受け、同年1月25日に官報に公布され、同日に施行された。
南満洲鉄道は、前述の閣議決定で定められた方針に基づき、本令による改正後の南満洲鉄道株式会社ニ関スル件の規定により拡大した社債限度額を満たすために社債を発行した。結果、南満洲鉄道の社債は、2167百万円（1944年3月末時点）であったものが、2810百万円（第二次世界大戦停戦時点）に増加した。

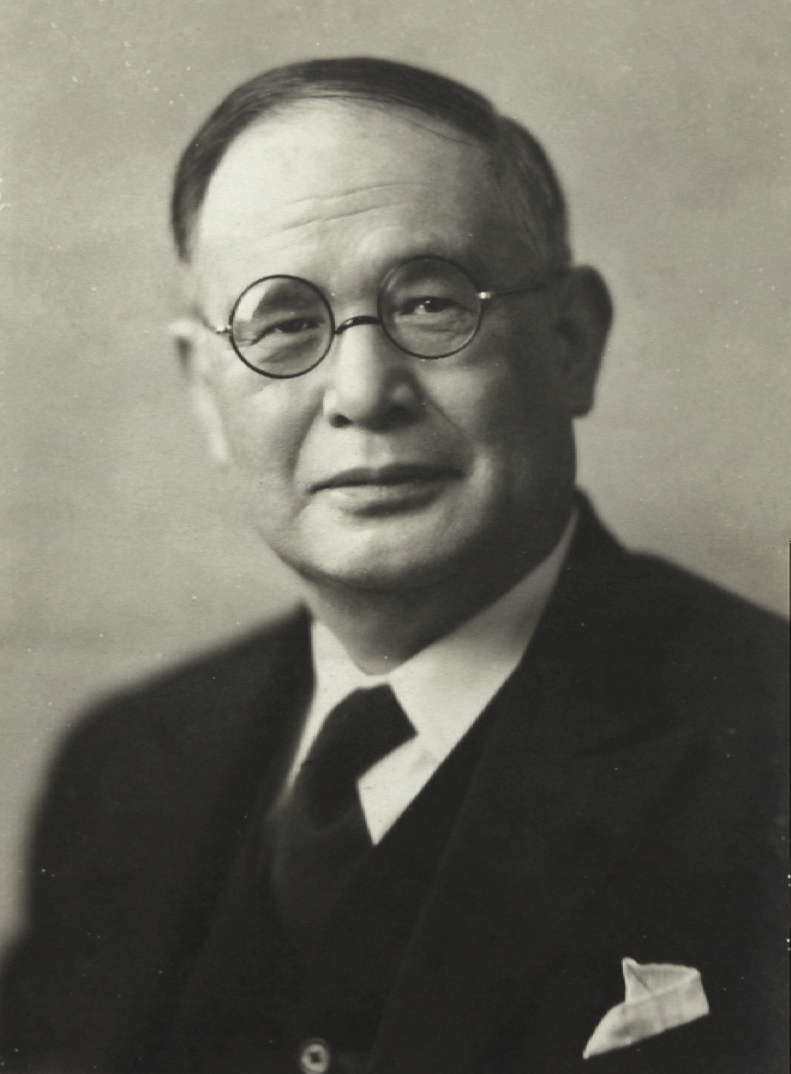
重光葵 (1887 - 1957) 。大東亜大臣として、本令の閣議請議及び副署をした。

## 制定方式
南満洲鉄道は、勅令である南満洲鉄道株式会社ニ関スル件により設立された特殊会社である。南満洲鉄道株式会社ニ関スル件は社債の限度額を規定しており、その変更には勅令による必要がある。このため、本令は、勅令の形式により制定される。
勅令の規定を実質的に変更させるには、改め文による一部改正方式を用いて条文を修正する方法と別に特例を置く方法とが存在する。本令は、その定めようとする内容が恒久的な措置であることから、前者が採用される。